# Emilie Hegh Arntzen
Emilie Hegh Arntzen (ur. 1 stycznia 1994 w Skien) – norweska piłkarka ręczna, reprezentantka kraju, grająca na pozycji lewej rozgrywającej. Obecnie występuje w norweskim Byåsen Trondheim.
W drużynie narodowej zadebiutowała 9 października 2014 roku w towarzyskim meczu przeciwko reprezentacji Brazylii.

## Sukcesy reprezentacyjne

### Juniorskie
- Mistrzostwa Świata U20:
  -  2012

### Seniorskie
- Igrzyska Olimpijskie:
  -  2016
- Mistrzostwa Świata:
  -  2017
- Mistrzostwa Europy:
  -  2014, 2016, 2020